# Слущенко Дмитро Олексійович
Дмитро́ Олексі́йович Слущенко (позивний «Лесик»; 17 грудня 1988, м. Одеса — 9 лютого 2023, біля с. Іванівське, Донецька область) — український футболіст, музикант, військовослужбовець, лейтенант 80 ОДШБр Збройних сил України, учасник російсько-української війни. Лицар ордена Богдана Хмельницького III ступеня (2023, посмертно).

## Життєпис
Дмитро Слущенко народився 17 грудня 1988 року в Одесі.
Навчався в Одеській школі-інтернаті № 2. Закінчив Одеський національний морський університет. Працював головним менеджером-експедитором транспортної компанії.
Грав за аматорську одеську футбольну команду «Оріон». Створив з друзями групу, в якій грав на бас-гітарі. Вільно володів англійською мовою.
З початком повномасштабного російського вторгнення на фронті. Служив командиром взводу 80-ї окремої десантно-штурмової бригади. У деокупованих селах рятував книги в зруйнованих бібліотеках. Загинув 9 лютого 2023 року біля с. Іванівського на Донеччині.
Похований на Другому Християнському кладовищі Одеси.
Залишилися мама, брат та дівчина.

## Нагороди
- орден Богдана Хмельницького III ступеня (14 квітня 2023, посмертно) — за особисту мужність, виявлену у захисті державного суверенітету та територіальної цілісності України, самовіддане виконання військового обов'язку[1].